# Dryops anglicanus
Dryops anglicanus is een keversoort uit de familie ruighaarkevers (Dryopidae). De wetenschappelijke naam van de soort werd in 1909 gepubliceerd door William Henry Edwards.